# Marcelo Burzac
Raúl Marcelo Burzac (San Miguel de Tucumán, provincia de Tucumán, Argentina, 14 de febrero de 1988) es un futbolista que juega como mediocampista en el Ferrocarril Midland, de la Primera C de Argentina.

## Biografía
Burzac es hijo, nieto y bisnieto de futbolistas que jugaron en clubes de ligas locales tucumanas como el Sportivo Guzmán. El joven mediocampista fue catalogado como "el nuevo Juan Román Riquelme" por su entrenador en divisiones inferiores, Jorge Ghiso, y la prensa especializada, aún antes de debutar en la Primera División. En 2007 Burzac jugó su primer partido oficial con River en el Torneo Clausura ante Gimnasia de La Plata.

## Clubes
| Club                 | País      | Año           |
| -------------------- | --------- | ------------- |
| River Plate          | Argentina | 2005-2010     |
| La Paz F. C.         | Bolivia   | 2010          |
| Almagro              | Argentina | 2010-2011     |
| Los Andes            | Argentina | 2011-2012     |
| Colegiales           | Argentina | 2012          |
| San Jorge de Tucumán | Argentina | 2012-2013     |
| Sportivo Italiano    | Argentina | 2013-2015     |
| San Miguel           | Argentina | 2016          |
| Sportivo Barracas    | Argentina | 2016-2017     |
| Sportivo Italiano    | Argentina | 2018-2020     |
| Ferrocarril Midland  | Argentina | 2020-presente |